# 동방초등학교 (충남)

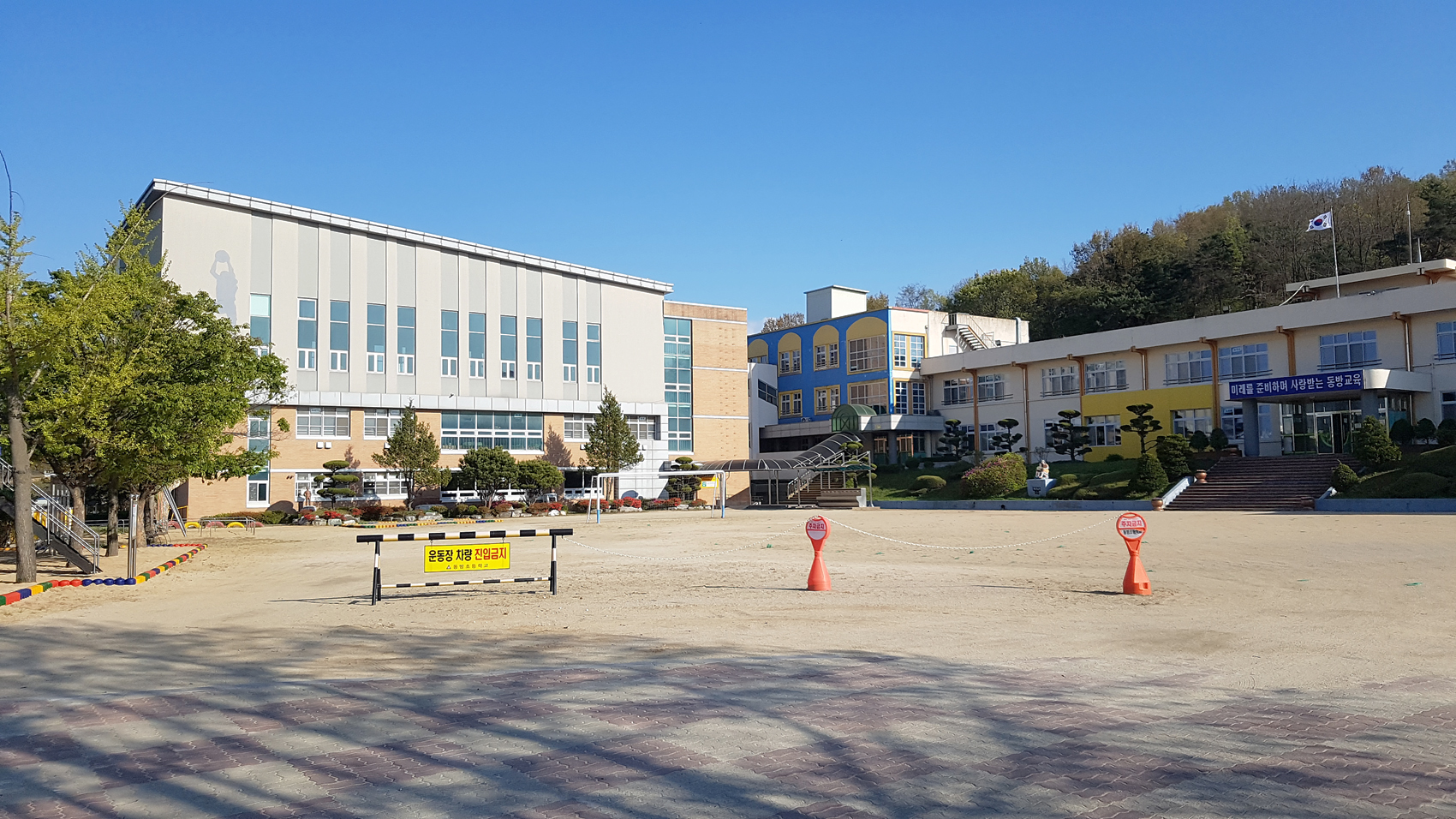
아산 동방초등학교

동방초등학교는 대한민국 충청남도 아산시에 있는 공립 초등학교이다.

## 학교 연혁
- 1957. 04. 01 배방국민학교 휴대분교장으로 설립
- 1959. 10. 02 동방국민학교 개교
- 1984. 03. 10 동방초등학교 병설유치원 개원
- 1996. 03. 01 동방초등학교로 명칭 변경
- 2009. 03. 01 시지정 방과후영어 시범학교 운영
- 2010. 03. 01 도지정 학력증진 시범학교 운영
- 2011. 12. 27 학교평가 최우수학교 교육감 표창
- 2014. 05. 30 2014 청렴도 인증평가 1등급 교육감 표창
- 2014. 10. 17 충남 100대 교육과정 우수학교 교육감 표창
- 2016. 12. 23 감사 습관 형성 프로젝트 우수학교 교육장 표창
- 2017. 12. 28 2017 학교자치활동 우수학교 교육감 표창
- 2019. 12. 31 제60회 졸업식(26명), 총 졸업생 3,834명
- 2020. 03. 01 초등 6학급, 병설유치원 2학급 편성
- 2023. 03. 01 휴대지구 개발로 인한 일시 휴교
- 2027. 03. 01 재개교 (예정)

## 참고 자료
- 동방초등학교 - 한국교육학술정보원 학교알리미